# 田令孜
田 令孜（でん れいし、生年不詳 - 景福2年4月7日（893年4月26日））は、中国唐代の宦官。字は仲則。もとの姓は陳。蜀郡の出身。兄弟は陳敬瑄・陳敬珣。唐の僖宗に仕えた。

## 略歴
僖宗が12歳という若年で即位したため、田令孜は禁軍の力を盾に皇帝をあやつって、宰相ら清流派の官僚と対立した。党争に際して、宦官一派と清流派は、ともに藩鎮の武力を借りようとした。このため、政争による混乱は地方にまで波及し、王仙芝・黄巣の乱などの諸反乱が引き起こされる背景ともなった。
景福2年（893年）、王建により陳敬瑄と共に殺害された。

## 登場作品
- 『大南遷』(演：湯鎮業、2014年)

## 参考
- 「田令孜」。コトバンクより2020年11月20日閲覧。